# Liste de peintures d'Eugène Delacroix
Cette page fournit une liste chronologique de peintures d'Eugène Delacroix (1798-1863)

## De 1818 à 1821 Débuts en peinture
| Image | Thème     | Titre                                                                        | Date      | Technique                           | Dimensions | Lieu de Conservation                            | Référence            |
| ----- | --------- | ---------------------------------------------------------------------------- | --------- | ----------------------------------- | ---------- | ----------------------------------------------- | -------------------- |
|       | Portrait  | Portrait de Delacroix, peintre                                               | 1816      | huile sur toile                     | 60 × 50 cm | Musée des Beaux-Arts de Rouen                   | Musée                |
|       | Portrait  | Portrait de Fougerat                                                         | vers 1818 | huile sur toile                     | 32 × 24 cm | Collection privée Vente Christie's 2012         | Catalogue Christie's |
|       | Académie  | Nu assis, dit Mlle Rose modèle de l’atelier d’enseignement du peintre Guérin | 1817-1820 | huile sur toile                     | 81 × 65 cm | musée du Louvre à Paris                         | Base Joconde         |
|       | Religieux | La Vierge des moissons                                                       | 1819      | huile sur toile                     |            | église Saint-Eutrope d’Orcemont                 | Commune d'Orcemont   |
|       | Religieux | La Mise au tombeau d'après Titien                                            | 1820      | huile sur toile                     | 81 × 65 cm | Musée des Beaux-Arts de Lyon                    |                      |
|       | Animalier | Cheval attaché à un poteau                                                   | vers 1820 | huile sur toile                     | 19 × 21 cm | National Gallery of Art, Washington             | Musée                |
|       | Académie  | Étude d’homme nu dit aussi Le Polonais                                       | vers 1820 | huile sur papier marouflé sur toile | 80 × 54 cm | musée Delacroix, Paris                          | Musée                |
|       | Religieux | le Triomphe de la Religion ou La Religion en gloire ou Vierge au Sacré-Cœur  | 1821      |                                     |            | Cathédrale Notre-Dame-de-l'Assomption d'Ajaccio | Cathédrale           |
|       | Biblique  | L'Ange Raphaël quittant Tobie Copie de Rembrandt                             |           | huile sur toile                     | 36 × 27 cm | Palais des Beaux-Arts de Lille                  | Base Joconde         |

## De 1822 à 1824 Premiers Salons
| Image | Thème      | Titre                                               | Date      | Technique       | Dimensions   | Lieu de Conservation                | Référence                         |
| ----- | ---------- | --------------------------------------------------- | --------- | --------------- | ------------ | ----------------------------------- | --------------------------------- |
|       | Littéraire | Néréide (copie d’après Rubens)                      | vers 1822 | huile sur toile | 48 × 37 cm   | Kunstmuseum                         | Musée                             |
|       | Littéraire | Dante et Virgile aux Enfers                         | 1822      | huile sur toile | 189 × 241 cm | Musée du Louvre, Paris              | Base Joconde                      |
|       | Orient     | Deux Études de costumes souliotes                   | 1822      | huile sur toile | 43 × 45 cm   | Musée du Louvre, Paris              | Base Joconde                      |
|       | Littéraire | Les Natchez (inspiré de Chateaubriand)              | 1822-1835 | huile sur toile | 90 × 117 cm  | Metropolitan, New York              | Musée                             |
|       | Littéraire | Rebecca et Ivanhoé blessé (inspiré de Walter Scott) | 1823      | huile sur toile | 64 × 54 cm   | Metropolitan, New York              | Musée                             |
|       | Animalier  | Cheval arabe à la couverture bleue                  | 1823      |                 |              | New York, Collection particulière   | Confiance des chevaux             |
|       | Portrait   | Deux Études d'un Indien de Calcutta assis et debout | 1823-1824 | huile sur toile | 37 × 46 cm   | National Gallery of Art, Washington | Musée                             |
|       | Histoire   | Scènes des massacres de Scio Etude                  | 1824      | aquarelle       |              | Musée du Louvre, Arts Graphiques    | Notice du Louvre                  |
|       | Histoire   | Scène des massacres de Scio                         | 1824      | huile sur toile | 419 × 354 cm | Musée du Louvre, Paris              | Base Joconde                      |
|       | Portrait   | Jeune orpheline au cimetière                        | 1824      | huile sur toile | 65 × 54 cm   | Musée du Louvre, Paris              | Base Joconde                      |
|       | Religieux  | Sainte Catherine d'après Zurbaran                   | 1824      | huile sur toile | 81 × 65 cm   | Musée des Beaux-Arts de Béziers     | Connaissance des arts             |
|       | Littéraire | Le Tasse dans la maison des fous                    | 1824 vers | huile sur toile | 61 × 50 cm   | Collection particulière             | Notice du Louvre                  |
|       | Portrait   | Autoportrait dit en Hamlet                          | vers 1824 | huile sur toile | 41 × 33 cm   | Musée Eugène-Delacroix, Paris       | Musée                             |
|       | Portrait   | Abel Widmer                                         | 1824 vers | huile sur toile | 60 × 48 cm   | National Gallery, Londres           | Musée                             |
|       | Portrait   | Thales Fielding                                     | 1824 vers | huile sur toile | 32 × 25 cm   | Musée Eugène Delacroix, Paris       | Musée                             |
|       | Paysage    | Vue de l'atelier de Fielding, 20 Rue Jacob          | 1824      | aquarelle       |              | Galerie Nathan, Zurich              | Paris des peintres                |
|       | Académie   | Femme nue allongée vue de dos                       | 1824-1826 | huile sur toile | 33 × 49 cm   | Collection particulière             | Exposition Delacroix, Louvre 2018 |
|       | Portrait   | Aspasie                                             | 1824-1826 | huile sur toile | 80 × 65 cm   | Montpellier, Musée Fabre            | Musée                             |

## De 1825 à 1832 Les Années romantiques
| Image | Thème          | Titre                                                                   | Date      | Technique                                    | Dimensions   | Lieu de conservation                                     | Référence                 |
| ----- | -------------- | ----------------------------------------------------------------------- | --------- | -------------------------------------------- | ------------ | -------------------------------------------------------- | ------------------------- |
|       | Étude de Nu    | Femme couchée sur un divan ou La Femme aux bas blancs                   | 1825      | huile sur toile                              | 33 × 26 cm   | Musée du Louvre, Paris                                   | Base Joconde              |
|       | Paysage        | Vue de la campagne anglaise avec la Tamise, et le collège de Greenwich  | 1825      | aquarelle                                    | 14 × 23 cm   | Département des arts graphiques du musée du Louvre Paris | Notice du Louvre          |
|       | Étude de Nu    | Odalisque                                                               | 1825-1850 | huile sur toile                              | 24 × 32 cm   | Musée du Louvre, Paris                                   | Base Joconde              |
|       | Animalier      | Deux Chevaux devant une écurie (Brame et Lorenceau)                     | 1825-1827 | huile sur bois                               | 40 × 63 cm   | Neue Pinakothek, Munich                                  | Musée                     |
|       | Histoire       | L'Exécution du doge Marino Faliero                                      | 1825-1826 | huile sur toile                              | 146 × 114 cm | Wallace Collection, Londres                              | Musée                     |
|       | Troubadour     | Le Duc d'Orléans montrant sa maîtresse                                  | 1825-1826 | huile sur toile                              | 35 × 25 cm   | Musée Thyssen-Bornemisza, Madrid                         | Musée                     |
|       | Littéraire     | Un Officier turc tué dans les montagnes ou La Mort de Hassan''          | 1825-1826 | huile sur toile                              | 32 × 41 cm   | Collection Bürhle, Zurich                                | La Collection E.G. Bürhle |
|       | Animalier      | Cheval effrayé par la foudre                                            | 1825-1829 | aquarelle                                    | 23 × 32 cm   | Musée des Beaux-Arts de Budapest                         | Musée                     |
|       | Littéraire     | La Mort de Valentin (inspiré du Faust de Goethe)                        | vers 1826 | huile sur toile                              | 32 × 24 cm   | Neue Pinakothek, Munich                                  | Musée                     |
|       | Histoire       | Danseuses ou Bacchantes d'après des fresques de Pompéi                  | vers 1826 | fresques                                     |              | Château de Beffes                                        | Burlington Magazine       |
|       | Histoire       | Étude de casque circassien                                              | 1826      | huile sur toile                              | 49 × 27 cm   | Musée du Louvre                                          | Base Joconde              |
|       | Allégorie      | La Grèce sur les ruines de Missolonghi                                  | 1826      | huile sur toile                              | 213 × 142 cm | Musée des Beaux-Arts de Bordeaux                         | Musée                     |
|       | Littéraire     | Combat du Giaour et du Pacha (inspiré de Byron)                         | 1826      | huile sur toile                              | 60 × 73 cm   | Art Institute of Chicago                                 | Musée                     |
|       | Nu             | Femme nue couchée et son valet, dit aussi odalistique                   | 1826-1829 | huile sur toile                              |              | Zurich, collection                                       |                           |
|       | Portrait       | Louis-Auguste Schwiter (1826-1830)                                      | 1826-1830 | huile sur toile                              | 218 × 143 cm | National Gallery, Londres                                | Musée                     |
|       | Nature morte   | Nature morte aux homards dite aux trophées de chasse et de pêche        | 1827      | huile sur toile                              | 80 × 106 cm  | Musée du Louvre                                          | Base Joconde              |
|       | Religieux      | Le Christ au Jardin des Oliviers esquisse                               | 1823-1826 | huile sur toile                              |              | Musée national Eugène-Delacroix, Paris                   | Musée                     |
|       | Religieux      | Le Christ au jardin de Gethsémani                                       | 1827      | huile sur toile                              | 294 × 362 cm | Église Saint-Paul-Saint-Louis, Paris                     | Sauvegarde de l'art       |
|       | Religieux      | Le Christ au jardin des Oliviers                                        |           | pastel                                       | 26 × 35 cm   | Collection privée Vente Christie's 2005                  | Catalogue Christie's      |
|       | Scène de genre | Un pâtre de la campagne de Rome blessé mortellement                     | vers 1825 | huile sur toile                              | 33 × 41 cm   | Kunstmuseum                                              | Musée                     |
|       | Littéraire     | La Mort de Sardanapale esquisse                                         | 1826-1827 | huile sur toile                              | 81 × 100 cm  | Musée du Louvre, Paris                                   | Base Cartel               |
|       | Littéraire     | La Mort de Sardanapale                                                  | 1827      | huile sur toile                              | 392 × 496 cm | Musée du Louvre, Paris                                   | Base Joconde              |
|       | Littéraire     | Femme caressant un perroquet                                            | 1827      | huile sur toile                              | 25 × 33 cm   | Musée des Beaux-Arts de Lyon                             | Musée                     |
|       | Portrait       | Marguerite-Juliette Pierret                                             | vers 1827 | huile sur toile                              | 39 × 32 cm   | Cleveland Museum of Art                                  | Musée                     |
|       | Littéraire     | Faust et Méphistophélès (inspiré de Goethe)                             | 1827-1828 | huile sur toile                              | 45 × 38 cm   | Wallace Collection, Londres                              | Musée                     |
|       | Portrait       | Portrait d'Auguste Richard de La Hautière                               | 1828      | huile sur toile                              | 61 × 50 cm   | Musée Eugène-Delacroix à Paris                           | Musée                     |
|       | Histoire       | Cromwell au château de Windsor                                          | 1828      | huile sur toile                              | 35 × 27 cm   | Collection privée Vente Christie's 2002                  | Catalogue Christie's      |
|       | Orient         | Turc au repos, surveillé par son cheval                                 | 1828      | aquarelle sur papier vélin                   | 14 × 22 cm   | Rhode Island School of Design Museum                     | Musée                     |
|       | Animalier      | Deux chevaux combattant                                                 | vers 1828 | huile sur toile                              | 37 × 46 cm   | Clark Art Institute                                      | Musée                     |
|       | Littéraire     | L'Assassinat de l'évêque de Liège (inspiré de Walter Scott)             | 1828-1829 | huile sur toile                              | 91 × 116 cm  | Musée du Louvre, Paris                                   | Base Joconde              |
|       | Religieux      | Sainte Marie Madeleine au pied de la croix                              | 1828-1829 | huile sur toile                              | 35 × 27 cm   | Musée des Beaux-Arts de Houston                          | Musée                     |
|       | Littéraire     | Le Giaour regardant Hassan mort (inspiré de Byron)                      | vers 1829 | huile sur papier collé sur toile             | 22 × 28 cm   | Collection privée Vente Christie's 2001                  | Catalogue Christie's      |
|       | Animalier      | Jeune Tigre jouant avec sa mère                                         | 1830      | huile sur toile                              | 130 × 195 cm | Musée du Louvre, Paris                                   | Base Joconde              |
|       | Allégorie      | La Liberté guidant le peuple esquisse                                   | 1830      | huile sur toile                              | 64 × 81 cm   | Collection privée, Vente 2017                            | Site Christie's           |
|       | Oriental       | Un Indien armé du Gourka-kree                                           | 1830      | huile sur toile                              | 40,7 × 32 cm | Zurich, Kunsthaus, Inv. no. 2476                         |                           |
|       | Allégorie      | La Liberté guidant le peuple                                            | 1830      | huile sur toile                              | 130 × 195 cm | Musée du Louvre, Paris                                   | Musée                     |
|       | Histoire       | Mirabeau et Dreux-Brézé esquisse                                        | 1830      | huile sur toile                              |              | musée Eugène-Delacroix à Paris                           | RMN                       |
|       | Histoire       | Scène de Sabbat                                                         | 1831-1833 | huile sur toile                              | 32 × 40 cm   | Kunstmuseum                                              | Musée                     |
|       | Histoire       | La Bataille de Nancy                                                    | 1829-1833 | huile sur toile                              | 356 × 237 cm | Musée des Beaux-Arts de Nancy                            | Musée                     |
|       | Histoire       | La Bataille de Poitiers (esquisse)                                      | 1829-1830 | huile sur toile                              | 52 × 65 cm   | (Walters Art Museum), Baltimore                          | Musée                     |
|       | Histoire       | La Bataille de Poitiers dit aussi Le Roi Jean à la bataille de Poitiers | 1830      | huile sur toile                              | 114 × 146 cm | Musée du Louvre, Paris                                   | Base Joconde              |
|       | Histoire       | Coin d'atelier, Le poêle                                                | 1830      | huile sur toile                              | 51 × 44 cm   | Musée du Louvre, Paris                                   | Base Joconde              |
|       | Histoire       | Boissy d’Anglas à la convention (esquisse)                              | 1831      | huile sur toile                              | 79 × 104 cm  | Musée des Beaux-Arts de Bordeaux                         | Base Joconde              |
|       | Portrait       | Paganini jouant du violon (esquisse)                                    | 1831      | huile sur carton sur panneau de bois         | 45 × 30 cm   | Collection Philips, Washington                           | Musée                     |
|       | Orientalisme   | Exercices militaires des Marocains                                      | 1832      | huile sur toile                              | 59 × 73 cm   | Musée Fabre, Montpellier                                 | Musée                     |
|       | Orientalisme   | Étude de babouches                                                      | 1832      | huile sur carton                             | 16 × 20 cm   | Musée du Louvre, Paris                                   | Joconde                   |
|       | Orientalisme   | Saada, épouse d'Abraham Ben-Chimol et Préciada, une de leurs filles     | 1832      | Aquarelle sur mine de plomb sur papier vélin | 22 × 16 cm   | Metropolitan Museum, New York                            | Musée                     |
|       | Portrait       | Mlle. Alexandrine-Julie de la Boutraye                                  | 1832-1834 | huile sur toile                              | 94 × 81 cm   | Cleveland Museum of Art                                  | Musée                     |
|       | Orient         | Trois cavaliers arabes au campement                                     | 1832-1837 | aquarelle                                    | 22 × 30 cm   | Metropolitan Museum of Art, New York                     | Musée                     |
|       | Orientalisme   | Fantasia arabe                                                          | 1833      | huile sur toile                              | 60 × 74 cm   | Musée Städel, Francfort-sur-le-Main                      | Musée                     |
|       | Littéraire     | L'Ermite de Copmanhurst (inspiré d'Ivanhoé de Walter Scott)             | 1833      | huile sur toile                              | 31 × 41 cm   | Collection privée Vente Christie's 2002                  | Catalogue Christie's      |
|       | Orientalisme   | Étude de babouches                                                      | 1833-1834 | huile sur toile                              | 10 × 18 cm   | musée Eugène-Delacroix à Paris                           | Musée                     |

## De 1833 à 1839 Les Grandes commandes de l'État
| Image | Thème          | Titre | Date                                             | Technique                           | Dimensions     | Lieu de Conservation                                   | Référence                      |
| ----- | -------------- | --- | ------------------------------------------------ | ----------------------------------- | -------------- | ------------------------------------------------------ | ------------------------------ |
|       | Intérieur      | L'Appartement du Comte de Mornay (étude)                                                                    | vers 1833                                        | huile sur toile                     | 41 × 32 cm     | Musée du Louvre                                        | Base Joconde                   |
|       | Intérieur      | Femmes d'Alger                                                                                              | 1832-1834                                        | huile sur toile                     | 46 × 38 cm     | Musée des Beaux-Arts de Houston                        | Musée                          |
|       | Nature morte   | Un vase de fleurs                                                                                           | 1833                                             | huile sur toile                     |                | Galerie nationale d'Écosse                             | Musée                          |
|       | Littéraire     | Le Roi Rodrigo                                                                                              | 1833                                             | Tempera sur papier sur toile        | 192 × 95 cm    | Brême, Kunsthalle                                      | Musée                          |
|       | Littériaire    | Portrait de Jacques Meurice                                                                                 | 1833                                             | huile sur toile                     | 65 × 55 cm     | Collection privée Vente Christie's 2010                | Catalogue Christie's           |
|       | Nature morte   | Les Fleurs                                                                                                  | 1833                                             | huile sur toile                     | 69 × 92 cm     | Musée de l'Ermitage, Saint-Petersbourg                 | Arthermitage                   |
|       | Intérieur      | Femmes d'Alger dans leur appartement                                                                        | 1834                                             | huile sur toile                     | 180 × 229 cm   | musée du Louvre, Paris                                 | Base Joconde                   |
|       | Mythologie     | L'Éducation d'Achille                                                                                       | 1833-1847                                        | huile sur toile                     | 221 × 292 cm   | Bibliothèque du Palais-Bourbon Paris                   | Palais Bourbon                 |
|       | Mythologie     | Orphée vient policer les Grecs encore sauvages et leur enseigner les Arts de la Paix                        | 1833-1847                                        | huile et cire                       | 735 × 1 098 cm | Cul de Four de la Bibliothèque du Palais-Bourbon Paris | Palais Bourbon                 |
|       | Histoire       | Hippocrate refusant les présents du roi de Perse (étude pour la voûte de la bibliothèque du Palais-Bourbon) | 1833-1847                                        | Huile sur papier marouflé sur toile | 22 × 26 cm     | Collection privée Vente Christie's 2018                | Catalogue Christie's           |
|       | Portrait       | Portrait de Léon Riesener (1808-1878) peintre et cousin de l’artiste                                        | 1833-1847                                        | huile                               | 54 × 44 cm     | Musée du Louvre à Paris                                | Base Joconde                   |
|       | Religieux      | Le Christ sur la croix, également connu sous le nom de Le Christ entre les deux larrons ou Le Calvaire      | 1835                                             | huile                               |                | Musée des Beaux-Arts La Cohue de Vannes                |                                |
|       | Portrait       | Félix Guillemardet                                                                                          | 1835                                             | huile sur toile                     | 81 × 65 cm     | collection particulière                                | Journal de Saône et Loire 2014 |
|       | Portrait       | Madame Henri-François Riesener (Félicité Longrois, 1786–1847)                                               | 1835                                             | huile sur toile                     | 74 × 60 cm     | Metropolitan Museum, New York                          | Musée                          |
|       | Littéraire     | Combat du Giaour et du Pacha (inspiré de Byron)                                                             | 1835                                             | huile sur toile                     | 73 × 61 cm     | Musée du Petit Palais (Paris)                          | Musée                          |
|       | Religieux      | Saint Sébastien secouru par les saintes femmes                                                              | 1836                                             | huile sur toile                     | 213 × 278 cm   | Église Saint-Michel, Nantua                            | Collection                     |
|       | Orientalisme   | Musiciens arabes                                                                                            | 1836                                             | aquarelle                           | 42 × 58 cm     | Collection Bürhle, Zurich                              | La Collection E.G. Bürhle      |
|       | Orientalisme   | Le Kaïd, chef marocain                                                                                      | 1837                                             | huile sur toile                     | 98 × 126 cm    | Musée des Beaux-Arts de Nantes                         | Base Joconde                   |
|       | Histoire       | Bataille de Taillebourg, 21 juillet 1242                                                                    | 1837                                             | huile sur toile                     | 489 × 554 cm   | Château de Versailles Galerie des Batailles            | Base Joconde                   |
|       | Portrait       | Portrait de l'artiste                                                                                       | 1837 vers                                        | huile sur toile                     | 65 × 54 cm     | Paris, Musée du Louvre                                 | Base Joconde                   |
|       | Orientalisme   | Les Convulsionnaires de Tanger                                                                              | 1837-1838                                        | huile sur toile                     |                | Minneapolis Institute of Art                           | Musée                          |
|       | Littéraire     | La Mort d'Ophélie                                                                                           | 1838                                             | huile sur toile                     | 38 × 46 cm     | Neue Pinakothek, Munich                                | Musée                          |
|       | Histoire       | Christophe Colomb et son fils à La Rábida                                                                   | 1838                                             | huile sur toile                     | 90 × 118 cm    | National Gallery of Art, Washington                    | Musée                          |
|       | Portrait       | Portrait de Frédéric Chopin, compositeur Fragment d’un double portrait avec George Sand, inachevé.          | 1838 vers découpé et retouché entre 1863 et 1874 | huile sur toile                     | 46 × 38 cm     | Musée du Louvre, Paris                                 | Base Cartel                    |
|       | Portrait       | Portrait de George Sand Fragment d’un double portrait avec Frédéric Chopin, inachevé.                       | 1838                                             | huile sur toile                     | 78 × 56 cm     | Ordrupgaard museum de Copenhague                       | Musée                          |
|       | Littéraire     | Hamlet et Horatio au cimetière                                                                              | 1839                                             | huile sur toile                     | 81 × 65 cm     | Musée du Louvre, Paris                                 | Base Joconde                   |
|       | Orient         | Noce juive dans le Maroc                                                                                    | 1839                                             | huile sur toile                     | 105 × 140 cm   | Musée du Louvre                                        | Base Joconde                   |
|       | Littéraire     | Le Tasse dans la maison des fous                                                                            | 1839                                             | huile sur toile                     | 60 × 50 cm     | Collection particulière                                | Webgallery                     |
|       | Scène de genre | La chasse au sanglier d'après Rubens                                                                        | vers 1839                                        | huile sur papier                    | 545 × 71 cm    | Neue Pinakothek, Munich                                | Musée                          |
|       | Histoire       | Prise de Constantinople par les Croisés esquisse                                                            | 1840                                             | huile sur toile                     | 33 × 41 cm     | Musée Condé, Chantilly                                 | Base Joconde                   |
|       | Histoire       | Entrée des Croisés à Constantinople dit aussi Prise de Constantinople par les Croisés                       | 1840                                             | huile sur toile                     | 411 × 497 cm   | Musée du Louvre, Paris                                 | Base Joconde                   |
|       | Autoportrait   | Autoportrait                                                                                                | 1840                                             | huile sur toile                     | 66 × 54 cm     | Corridor de Vasari, Musée des Offices Florence         | AKG Images                     |
|       | Histoire       | La Justice de Trajan                                                                                        | 1840                                             | huile sur toile                     | 490 × 390 cm   | Musée des Beaux-Arts de Rouen                          | Base Joconde                   |
|       | Littéraire     | Le Naufrage de Don Juan                                                                                     | 1840                                             | huile sur toile                     | 135 × 196 cm   | Musée du Louvre, Paris                                 | Base Joconde                   |
|       | Portrait       | Portrait de Jeanne-Marie, dite Jenny le Guillou                                                             | vers 1840                                        | huile sur toile                     | 45 × 37 cm     | Musée national Eugène-Delacroix, Paris                 | Notice Musée                   |
|       | Animalier      | Cheval attaqué par une lionne                                                                               | vers 1840                                        | huile sur toile                     | 34 × 43 cm     | Musée du Louvre, Paris                                 | Base Joconde                   |
|       | Religieux      | Pieta Esquisse                                                                                              | 1843                                             | huile sur toile                     | 29 × 42 cm     | Musée du Louvre, Paris                                 | Base Joconde                   |
|       | Religieux      | L'Annonciation                                                                                              | 1841                                             | huile sur papier collé sur toile    | 312 × 437 cm   | Musée national Eugène-Delacroix, Paris                 | Notice Louvre                  |
|       | Religieux      | L'Éducation de la Vierge                                                                                    | 1842                                             | huile sur papier collé sur toile    | 95 × 125 cm    | Musée national Eugène-Delacroix, Paris                 | Notice Louvre                  |
|       | Paysage        | Domaine de George Sand à Nohant                                                                             | 1842-1843                                        | huile sur toile                     | 45 × 155 cm    | Metropolitan Museum, New York                          | Musée                          |
|       | Religieux      | Pietà (esquisse)                                                                                            | 1842-1843                                        | huile sur papier marouflé sur toile | 95 × 125 cm    | Musée national Eugène-Delacroix, Paris                 |                                |
|       | Religieux      | Pieta | 1843-1844                                        | huile sur toile                     | 300 × 200 cm   | église Saint-Denys-du-Saint-Sacrement, Paris           | Base Joconde                   |
|       | Orientalisme   | Collision de cavaliers maures                                                                               | 1843-1844                                        | huile sur toile                     | 81 × 99 cm     | Walters Art Museum, Baltimore                          | Musée                          |
|       | Littéraire     | La Fiancée d'Abydos (inspiré de Byron)                                                                      | 1843-1849                                        | huile sur toile                     | 35 × 27 cm     | Musée du Louvre, Paris                                 | Base Joconde                   |

## 1844 Installation àChamprosay
| Image | Thème        | Titre | Date      | Technique                                                                                              | Dimensions     | Lieu de conservation                      | Référence            |
| ----- | ------------ | --- | --------- | --- | -------------- | ----------------------------------------- | -------------------- |
|       | Littéraire   | La Mort de Sardanapale | 1844      | huile sur toile                                                                                        | 74 × 93 cm     | Philadelphia Museum of Art                | Musée                |
|       | Animalier    | Lion dévorant un cheval | vers 1844 | aquarelle et gouache                                                                                   | 20 × 27 cm     | Musée des Beaux-Arts de Houston           | Musée                |
|       | Biblique     | Adam et Ève | vers 1844 | huile sur papier marouflé sur toile                                                                    | 22 × 25 cm     | musée des Beaux-Arts de Dijon             | Musée                |
|       | Religieux    | La Madeleine dans le désert                                                                                                | 1845      | huile sur toile                                                                                        | 55 × 45 cm     | musée national Eugène-Delacroix, Paris    | Musée                |
|       | Orientalisme | Le Sultan du Maroc Moulay Abd-Er-Rahman recevant le Comte de Mornay, ambassadeur de France                                 | 1832 vers | huile sur toile                                                                                        | 31 × 40 cm     | musée des Beaux-Arts de Dijon             | Musée                |
|       | Orientalisme | Cavaliers Marocains. Étude de costumes                                                                                     | 1832      | Aquarelle et encre brune sur tracé au graphite, sur papier vélin filigrané contrecollé sur papier bleu | 23,2 x 35,5 cm | Musée des Beaux-Arts de Reims             |                      |
|       |              | Etude pour le caisson de l’agriculture                                                                                     | 1834-1837 | Encre brune et pinceau                                                                                 | 19,6 x 31,2 cm | Musée des Beaux-Arts de Reims             |                      |
|       | Animalier    | Lion dévorant un cheval | 1844      | Lithographie                                                                                           | 17 x 23,6 cm   | Musée des Beaux-Arts de Reims             |                      |
|       | Orientalisme | Le Sultan du Maroc Moulay Abd-Er-Rahman sortant de son palais de Meknès entouré de sa garde et de ses principaux officiers | 1845      | huile sur toile                                                                                        | 377 × 340 cm   | musée des Augustins de Toulouse           | Base Joconde         |
|       | Religieux    | Crucifixion | 1845      | huile sur panneau                                                                                      | 37 × 25 cm     | Musée Boijmans Van Beuningen              | Musée                |
|       | Religieux    | Le Christ en croix | 1846      | huile sur toile                                                                                        | 80 × 64 cm     | Walters Art Museum, Baltimore             | Musée                |
|       | Animalier    | Le Lion et le serpent | 1846      | aquarelle sur vélin                                                                                    | 39 × 59 cm     | Walters Art Museum, Baltimore             | Musée                |
|       | Histoire     | Archimède tué par le soldat de Marcellus                                                                                   | vers 1846 | huile sur toile                                                                                        | 44 × 36 cm     | Collection privée Vente Christie's 2019   | Catalogue Christie's |
|       | Littéraire   | L'Enlèvement de Rebecca Walter Scott : Ivanhoé                                                                             | 1846      | huile sur toile                                                                                        | 100 × 82 cm    | Metropolitan Museum, New York             | Musée                |
|       | Littéraire   | Les Limbes de l'Enfer Dante (Chant IV de l'Enfer)                                                                          | 1846      | Coupole                                                                                                | 700 × 350 cm   | Bibliothèque du Sénat, Paris              | Patrimoine du sénat  |
|       | Animalier    | Lion et lionne dans les montagnes                                                                                          | 1847      | pastel sur papier                                                                                      | 27 × 35 cm     | Collection privée Vente Christie's 2019   | Catalogue Christie's |
|       | Orientalisme | Corps de garde marocain | 1847      | huile sur toile                                                                                        | 63 × 53 cm     | Musée Condé Chantilly                     | Base Joconde         |
|       | Orientalisme | Musiciens juifs de Mogador (Maroc)                                                                                         | 1847      | huile sur toile                                                                                        | 46 × 55 cm     | Musée du Louvre Paris                     | Base Joconde         |
|       | Orientalisme | Arabes jouant aux échecs                                                                                                   | 1847-1848 | huile sur toile                                                                                        | 46 × 55 cm     | Galerie nationale d'Écosse, Édimbourg     | Musée                |
|       | Littéraire   | Othello ou le Maure de Venise et Desdémone                                                                                 | 1847-1849 | huile sur toile                                                                                        | 51 × 62 cm     | Musée des beaux-arts du Canada, Ottawa    | Musée                |
|       | Littéraire   | La Mort de Valentin Faust de Goethe                                                                                        | 1848      | huile sur toile                                                                                        | 81 × 65 cm     | Kunsthalle, Brême                         | Musée                |
|       | Nature morte | Nature morte aux fleurs | 1848      | huile sur carton                                                                                       | 46 × 59 cm     | Kunsthalle, Brême                         | Musée                |
|       | Nature morte | Comédiens ou bouffons arabes                                                                                               | 1848      | huile sur toile                                                                                        | 96 × 103 cm    | Musée des Beaux-Arts de Tours             | Musée                |
|       | Religieux    | La Lamentation (Christ au tombeau)                                                                                         | 1848      | huile sur toile                                                                                        | 163 × 132 cm   | Musée des Beaux-Arts (Boston)             | Musée                |
|       | Orientalisme | Cavalier arabe attaqué par un lion                                                                                         | 1848      | huile sur bois                                                                                         | 44 × 38 cm     | Art Institute of Chicago                  | Musée                |
|       | Littéraire   | Tam o' Shanter poursuivi par les sorcières (Ballade de Robert Burns)                                                       | 1848      | huile sur toile                                                                                        | 38 × 46 cm     | Kunstmuseum                               | Musée                |
|       | Nature morte | Panier de fleurs | 1848-1849 | huile sur toile                                                                                        | 107 × 142 cm   | Metropolitan Museum, New York             | Musée                |
|       | Nature morte | Bouquet de fleurs | 1849      | aquarelle et gouache                                                                                   | 65 × 65 cm     | Musée du Louvre, Arts graphiques          | Musée                |
|       | Orientalisme | Femmes d’Alger dans leur intérieur                                                                                         | 1849      | huile sur toile                                                                                        | 84 × 112 cm    | Musée Fabre, Montpellier                  | Doc. Musée           |
|       | Paysage      | Étude de ciel au soleil couchant                                                                                           | 1849      | pastel                                                                                                 | 19 × 23 cm     | Musée du Louvre, Arts graphiques          | Musée                |
|       | Paysage      | Paysage à Champrosay | vers 1849 | huile sur toile                                                                                        | 41 × 72 cm     | Musée André-Malraux, Le Havre             | Musée                |
|       | Paysage      | Paysage à Champrosay | vers 1849 | Huile sur papier marouflé sur panneau                                                                  | 38 × 46 cm     | Kunsthalle, Brême                         | Musée                |
|       | Religieux    | Christ au prétoire ou Le Christ au palais de Pilate esquisse                                                               | vers 1849 | huile sur toile                                                                                        | 92 × 73 cm     | Kunstmuseum (Bâle)                        | Musée                |
|       | Portrait     | Arabe traquant un lion | 1849-1850 | huile sur toile                                                                                        | 33 × 41 cm     | Collection privée Vente Christie's 2017   | Catalogue Christie's |
|       | Portrait     | La Résurrection de Lazare                                                                                                  | 1850      | huile sur toile                                                                                        | 61 × 50 cm     | Kunstmuseum (Bâle)                        | Musée                |
|       | Histoire     | Michel-Ange dans son atelier                                                                                               | vers 1850 | huile sur toile                                                                                        | 41 × 33 cm     | musée Fabre de Montpellier                | RMN                  |
|       | Nature morte | Bouquet champêtre | vers 1850 | huile sur papier marouflé sur toile                                                                    | 62 × 87 cm     | Palais des Beaux-Arts de Lille            | Musée                |
|       | Religieux    | Ecce homo | vers 1850 | huile sur panneau                                                                                      | 32 × 24 cm     | Collection privée Vente Christies 2010    | Catalogue Christie's |
|       | Littéraire   | Marguerite à l'église (Goethe : Faust, 1re partie)                                                                         | vers 1850 | huile sur toile                                                                                        | 56 × 47 cm     | Kunstmuseum                               | Musée                |
|       | Mythologie   | Apollon vainqueur du serpent Python                                                                                        | 1850-1851 | huile sur toile                                                                                        | 62 × 87 cm     | Galerie d'Apollon, Musée du Louvre, Paris | Base Joconde         |

## De 1851 à 1863 La Consécration
| Image | Thème          | Titre                                                                                     | Date           | Technique                        | Dimensions     | Lieu de Conservation                                    | Référence       |
| ----- | -------------- | ----------------------------------------------------------------------------------------- | -------------- | -------------------------------- | -------------- | ------------------------------------------------------- | --------------- |
|       | Orientalisme   | Cavalier arabe donnant un signal                                                          | 1851           | huile sur toile                  | 56 × 46 cm     | Chrysler Museum of Art, Norfolk                         | Musée           |
|       | Religieux      | Le Christ à la colonne                                                                    | 1852           | huile sur toile                  |                | Musée des Beaux-Arts de Dijon                           | Scribeaccroupi  |
|       | Allégorie      | Paix Descendant sur la Terre esquisse pour le plafond de l'Hôtel de ville détruit en 1871 | 1852           | huile sur toile                  |                | Musée Carnavalet, Paris                                 | Meisterdrucke   |
|       | Paysage        | La Mer vue des hauteurs de Dieppe                                                         | 1852-1854      | huile sur carton collé sur bois  | 36 × 52 cm     | Musée du Louvre                                         | Base Joconde    |
|       | Mythologie     | Andromède                                                                                 | 1852           | huile sur toile                  | 33 × 25 cm     | Musée des Beaux-Arts de Houston                         | Musée           |
|       | Littéraire     | Marphise                                                                                  | 1852           | huile sur toile                  | 82 × 101 cm    | Walters Art Museum, Baltimore                           | Musée           |
|       | Littéraire     | Desdémone maudite par son père                                                            | 1852 incertain | huile sur toile                  | 62 × 51 cm     | Musée des Beaux-Arts de Reims                           | Musée           |
|       | Paysage        | Falaises près de Dieppe                                                                   | 1852-1855      | aquarelle                        | 20 × 31 cm     | Musée Marmottan, Paris                                  | Musée           |
|       | Religieux      | Le Christ sur La Croix                                                                    | 1853           | huile sur toile                  | 73 × 60 cm     | National Gallery, Londres                               | Musée           |
|       | Animalier      | Lion dévorant un lapin                                                                    | 1853           | huile sur toile                  | 46 × 55 cm     | Musée du Louvre, Paris                                  | Base Joconde    |
|       | Animalier      | Tigre en train de boire                                                                   | 1853-1855      | huile sur carton                 | 25 × 40 cm     | Wadsworth Atheneum, Hartford                            | Musée           |
|       | Religieux      | Christ en croix                                                                           | 1853-1856      | huile sur toile                  | 46 × 38 cm     | Brême, Kunsthalle                                       | Musée           |
|       | Scène de genre | La Chasse aux lions esquisse                                                              | vers 1854      | huile sur toile                  | 86 × 115 cm    | musée d'Orsay, Paris                                    | Musée           |
|       | Religieux      | Le Christ endormi pendant la tempête ou Christ sur le lac de Genesareth                   | vers 1853      | huile sur toile                  | 51 × 61 cm     | Metropolitan Museum, New York                           | Musée           |
|       | Religieux      | Christ sur le lac de Genesareth                                                           | vers 1853      | huile sur toile                  | 46 × 54 cm     | Portland Art Museum                                     | Musée           |
|       | Religieux      | Le Christ sur le lac de Génésareth                                                        | 1854           | huile sur toile                  | 60 × 73 cm     | Walters Art Museum                                      | Musée           |
|       | Religieux      | Le Christ marchant sur l'eau                                                              |                | huile sur carton                 | 27 × 27 cm     | Musée des Beaux-Arts de Houston                         | Musée           |
|       | Orient         | Chasse au tigre                                                                           | 1854           | huile sur toile                  | 73 × 92 cm     | Musée d'Orsay, Paris                                    | Musée           |
|       | Biblique       | Jacob lutte avec l'ange                                                                   | 1854-1861      | Huile et cire sur plâtre         | 751 × 485 cm   | Église Saint-Sulpice de Paris                           | Webgallery      |
|       | Orientalisme   | Arabe sellant son cheval                                                                  | 1855           | Huile sur toile                  | 56 × 47 cm     | Musée de l'Ermitage, Saint-Petersbourg                  | ArtHermitage    |
|       | Biblique       | Suzanne et les vieillards                                                                 | 1854-1855      | Huile sur carton                 | 31,1 x 24,5 cm | Musée des Beaux-Arts de Reims                           | musée numérique |
|       | Littéraire     | Hamlet devant le corps de Polonius                                                        | 1854-1956      | Huile sur toile                  | 59,6 x 48      | Musée des Beaux-Arts de Reims                           | musée numérique |
|       | Biblique       | Michel (archange) terrassant le dragon                                                    | 1854-1861      | Huile et cire sur plâtre         | 441 × 575 cm   | Chapelle des Saints-Anges Église Saint-Sulpice de Paris | Webgallery      |
|       | Biblique       | Héliodore chassé du temple                                                                | 1854-1861      | Huile et cire sur plâtre         | 751 × 485 cm   | Chapelle des Saints-Anges Église Saint-Sulpice de Paris | Webgallery      |
|       | Religieux      | Baigneuses ou Femmes turques au bain                                                      | 1854           | huile sur toile                  | 93 × 79 cm     | Wadsworth Atheneum, Hartford                            | Musée           |
|       | Paysage        | Paysage aux rochers, Augerville                                                           | 1854           | huile sur carton                 | 29 × 36 cm     | Metropolitan Museum, New York                           | Musée           |
|       | Histoire       | Les Deux Foscari                                                                          | 1855           | huile sur toile                  | 93 × 132 cm    | Musée Condé, Chantilly                                  | Base Joconde    |
|       | Histoire       | Marocains en voyage                                                                       | 1855           | huile sur toile                  | 54 × 65 cm     | Rhode Island School of Design Museum                    | Musée           |
|       | Histoire       | Combat entre Grecs et Turcs                                                               | 1856           | huile sur toile                  | 65,7 × 81,6 cm | Pinacothèque nationale d'Athènes                        | Musée           |
|       | Religieux      | La Lamentation sur le corps du Christ                                                     | 1857           | huile sur toile                  |                | Staatliche Kunsthalle Karlsruhe                         | Musée           |
|       | Histoire       | Cavalerie grecque au repos dans une forêt                                                 | 1858           | huile sur toile                  | 76 × 87 cm     | Cleveland Museum of Art                                 | Musée           |
|       | Religieux      | Saint Sébastien avec sainte Irène et un accompagnant                                      | 1858           | huile sur panneau                | 38 × 51 cm     | Musée d'Art du comté de Los Angeles                     | Musée           |
|       | Orient         | Chasse aux lions                                                                          | 1858           | huile sur panneau                | 92 × 117 cm    | Musée des Beaux-Arts de Boston                          | Musée           |
|       | Littéraire     | Rebecca enlevée par le templier Walter Scott : Ivanhoé                                    | 1858           | huile sur toile                  | 105 × 82 cm    | Musée du Louvre                                         | Base Joconde    |
|       | Orient         | Passage d'un gué au Maroc                                                                 | 1858           | huile sur toile                  | 60 × 74 cm     | Musée d'Orsay, Paris                                    | Musée           |
|       | Littéraire     | Ovide chez les Scythes                                                                    | 1859           | huile sur toile                  | 88 × 130 cm    | National Gallery, Londres                               | Musée           |
|       | Littéraire     | La Mort d’Ophélie (Shakespeare, Hamlet, acte 4)                                           | 1859           | huile sur toile                  | 55 × 64 cm     | Winterthour, Musée Oskar Reinhart « Am Römerholz »      | Musée           |
|       | animalier      | Le Puma                                                                                   | 1859           | huile sur bois                   | 41 × 31 cm     | Musée d'Orsay, Paris                                    | Musée           |
|       | Orientalisme   | Chasse au lion au Maroc                                                                   | 1859           | huile sur toile                  | 74 × 92 cm     | Musée de l'Ermitage, Saint-Petersbourg                  |                 |
|       | Animalier      | Chevaux arabes se battant dans une écurie                                                 | 1860           | huile sur toile                  | 65 × 81 cm     | Musée d'Orsay, Paris                                    | Musée           |
|       | Animalier      | Ugolin et ses fils dans la tour Dante : Divine Comédie                                    | 1860           |                                  |                | Ordrupgaard museum de Copenhague                        |                 |
|       | Orientalisme   | La Chasse au lion                                                                         | 1860-1861      | huile sur toile                  | 76 × 98 cm     | Art Institut of Chicago                                 | Musée           |
|       | Mythologie     | Médée s'apprétant à assassiner ses enfants esquisse                                       | 1838-1856      | huile sur toile                  | 46 × 39 cm     | Palais des Beaux-Arts de Lille                          | Base Joconde    |
|       | Mythologie     | Médée furieuse                                                                            | 1861           | huile sur toile                  | 122 × 84 cm    | Musée du Louvre, Paris                                  | Base Joconde    |
|       | Mythologie     | Chevaux à la fontaine                                                                     | 1862           | huile sur toile                  | 74 × 92 cm     | Philadelphia Museum of Art                              | Musée           |
|       | Animalier      | Tigre jouant avec une tortue                                                              | 1862           | huile sur toile                  | 45 × 62 cm     | Collection privée Vente 2018                            | Archive         |
|       | Mythologie     | Orphée secourant Eurydice                                                                 | 1862           | huile sur panneau de bois        |                | Musée Fabre, Montpellier                                |                 |
|       | Littéraire     | Ovide parmi les Scythes                                                                   | 1862           | Huile sur papier, posée sur bois | 32 × 50 cm     | Metropolitan Museum, New York                           | Musée           |
|       | Orientalisme   | Escarmouche arabe dans la montagne                                                        | 1863           | Huile sur toile                  | 92 × 74 cm     | National Gallery of Art, Washington                     | Musée           |

## Date non documentées
| Image | Thème        | Titre                           | Date      | Technique                           | Dimensions     | Lieu de Conservation          | Référence |
| ----- | ------------ | ------------------------------- | --------- | ----------------------------------- | -------------- | ----------------------------- | --------- |
|       | Orientalisme | Jeune Turc caressant son cheval | vers 1825 | huile sur toile                     |                | Villa Vauban, Luxembourg      | Musée     |
|       |              | La Femme adultère               |           | Aquarelle. Papier collé sur carton. | 33 x 40 cm     | Musée des Beaux-Arts de Reims |           |
|       |              | Etude de têtes                  |           | Crayon sur papier                   | 18,1 x 17,3 cm | Musée des Beaux-Arts de Reims |           |
|       |              | Personnage assis lisant         |           | Plume et encre métallogallique      | 19,5 x 12,9 cm | Musée des Beaux-Arts de Reims |           |

## Points de vue
- Article du Monde 2018.
- Alphonse Pauly, Liste des ouvrages exposés par M. Eugène Delacroix, Revue artistique et littéraire, juillet 1863, p. 115-117.